# Pinacothèque de Paris

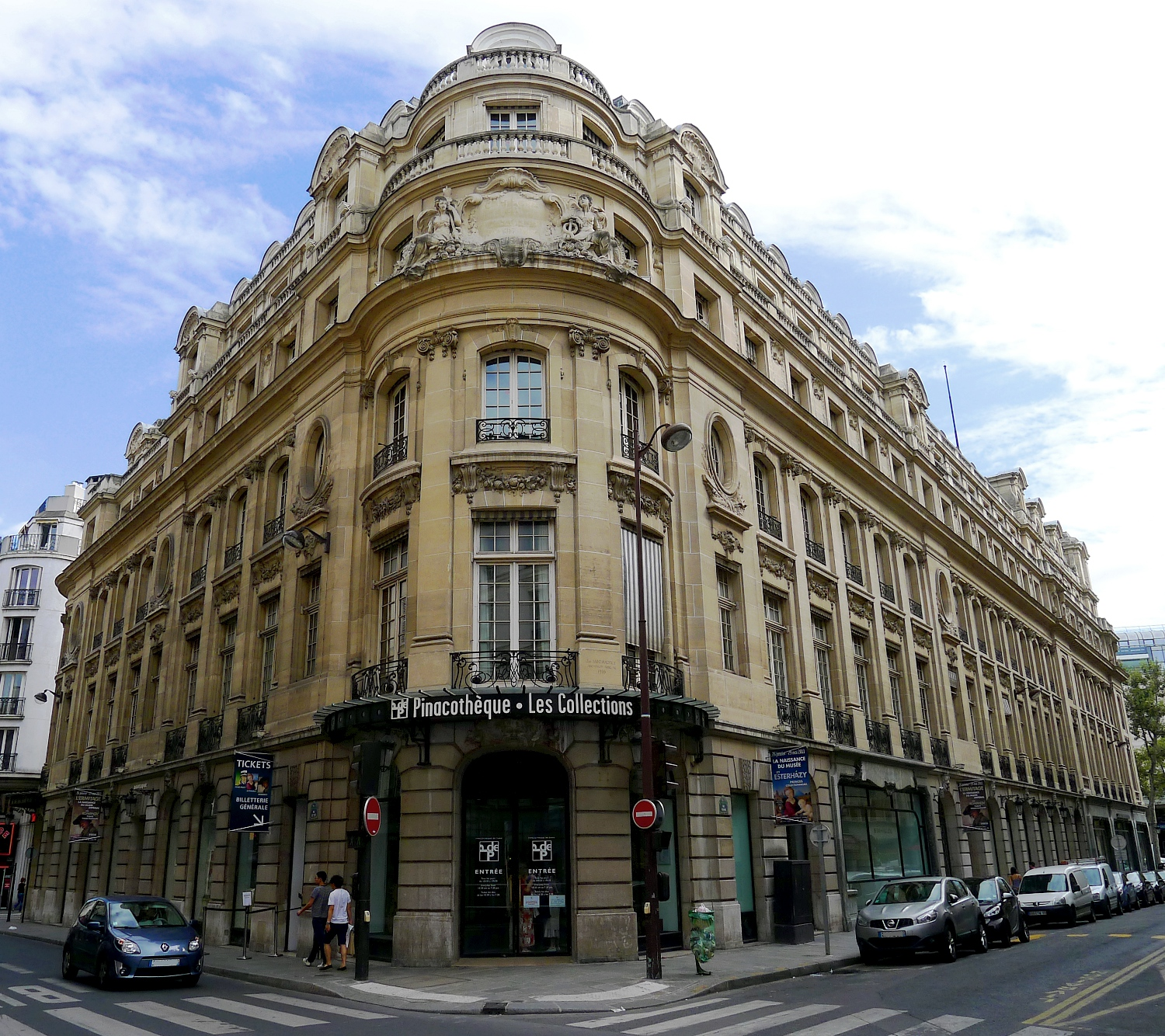
Pinacothèque de Paris

Pinacothèque de Paris là một bảo tàng và địa điểm triển lãm ở trung tâm Paris, số 28 quảng trường Madeleine, Quận 8. Tuy nằm ở một địa điểm lịch sử, nhưng Pinacothèque de Paris lại được dành cho nghệ thuật đương đại. Với 2 nghìn mét vuông, Pinacothèque de Paris thường xuyên tổ chức các triển lãm quan trọng. Năm 2007, triển lãm Chaïm Soutine tại đây đã thu hút 310.000 lượt khách, là triển lãm đông thứ 7 của thành phố trong năm. Năm 2008, nơi đây đã thu hút 1.462.000 lượt khách, đứng thứ 28 trong số những bảo tàng đông khách nhất thế giới.